# Lipit-Enlil
Lipit-Elil fue rey de Isin en el siglo XIX a. C (1879-1869  a.  C., según la cronología media) o (1810-1806  a.  C., según la cronología corta)). Reinó cinco años según la Lista Real Sumeria.
Su reinado, ausente himnos reales, coincidió con una época de relativa estabilidad en Isin, ciudad no obstante enfrentada a Larsa.
| Predecesor: Bur-Sin | Rey de Isin Dinastía del País del Mar 1873 - 1869 a. C. Según la cronología media | Sucesor: Erra-Imitti |